# Vlierorchis
De vlierorchis (Dactylorhiza sambucina) is een Europese terrestrische orchidee. Het is een vrij zeldzame soort die vooral in kalkgraslanden voorkomt.
Opmerkelijk aan deze soort is het dimorfisme van de bloemen die ofwel geel, dan wel purper zijn.

## Kenmerken

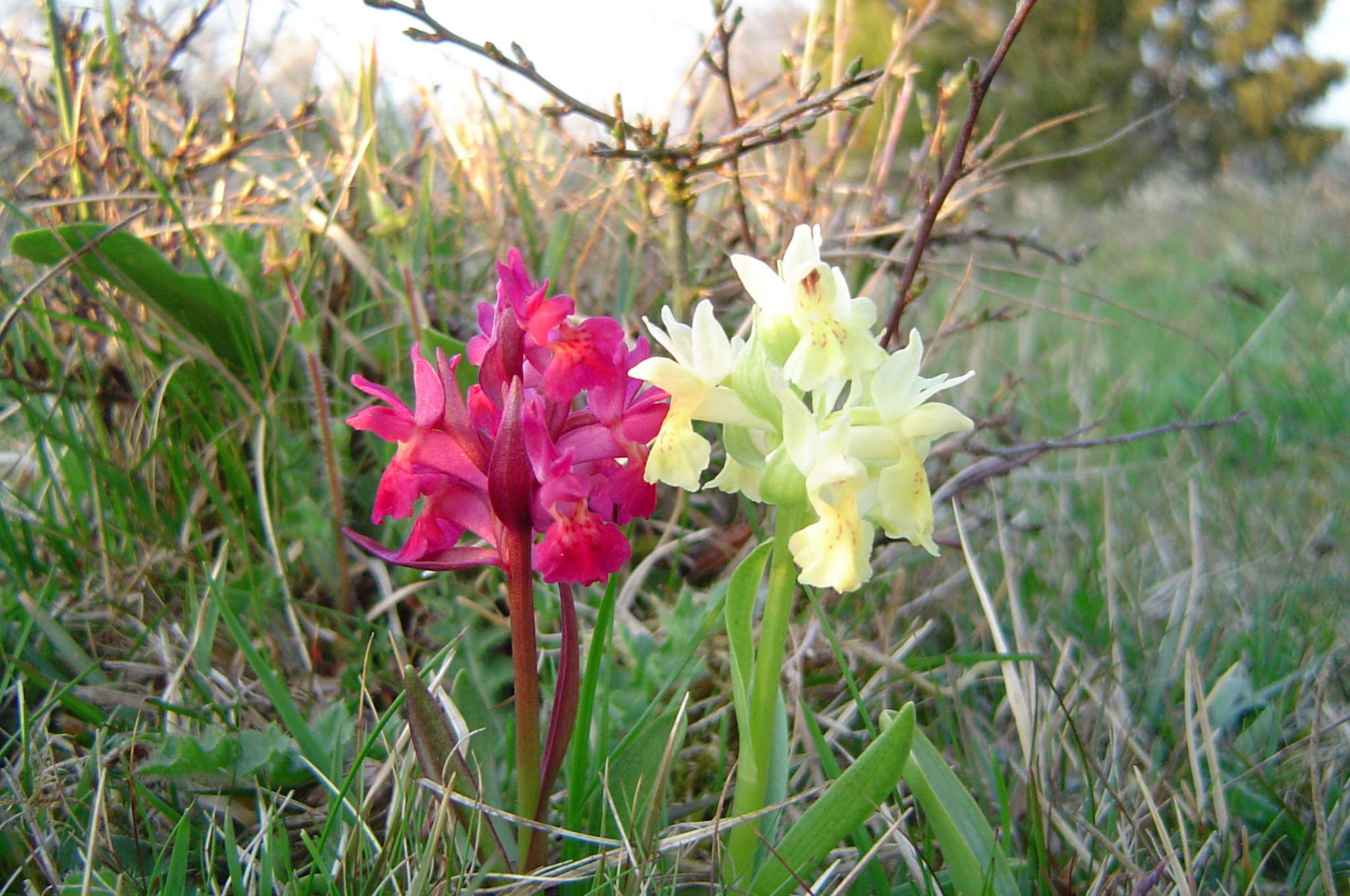
Vlierorchis in Öland (Zweden)

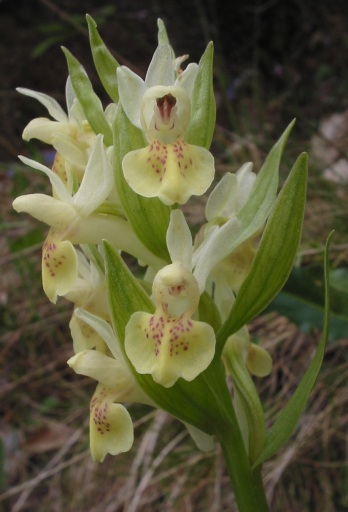
Detail bloem

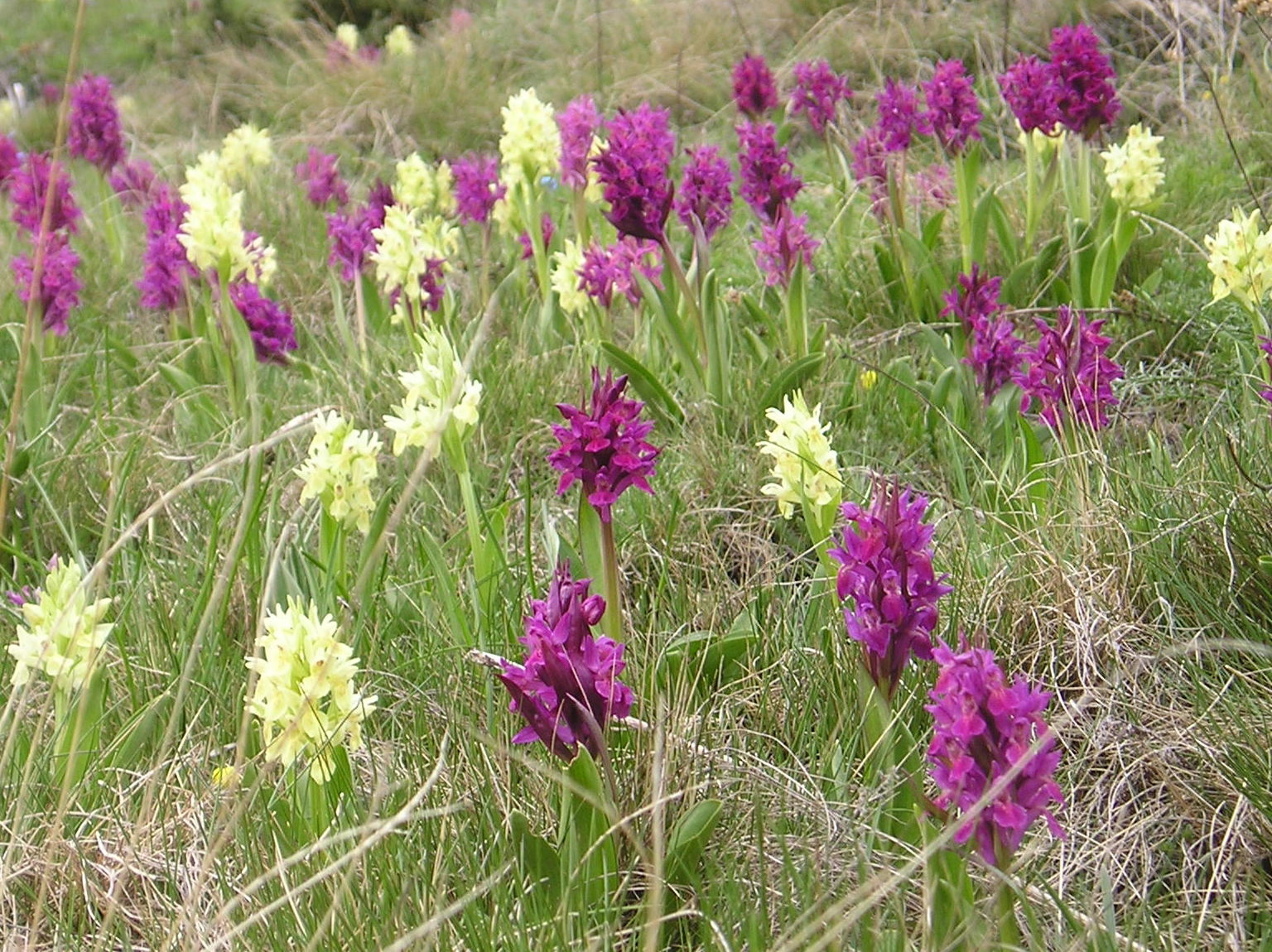
Vlierorchis in zijn voorkeursbiotoop in de Pyreneeën (Andorra)

### Plant
De vlierorchis is een compact gebouwde, 10-30 cm hoge orchidee. De planten staan verspreid of in kleine groepjes bij elkaar. De rechtopstaande stengel is groen, stevig maar hol van binnen en draagt onderaan vijf tot acht bladeren. De bloeiwijze is een dichte aar, cilindrisch tot eivormig, 4-7 cm lang en bestaande uit tien tot twintig bloemen.
Het is een meerjarige kruidachtige plant die overwintert met wortelknollen (geofyt).

### Bladeren
De vijf tot acht stengelbladeren zijn lancetvormig tot ovaal, glanzend lichtgroen en ongevlekt. De schutblaadjes zijn groen of purper, naargelang de kleur van de bloemen, en even lang of langer dan de bloemen zelf.

### Bloemen
De dimorfe bloemen zijn ofwel geel dan wel purper gekleurd. De laterale buitenste bloemdekbladen zijn opwaarts gericht, het middelste vormt samen met de laterale binnenste bloemdekbladen een helmpje. De lip is 10-14 mm lang, 7-10 mm breed, vaag drielobbig, de zijlobben licht naar achter gebogen. De lip is bespikkeld met rode stippen of kleine vlekken, bij de purperen vorm op een gele achtergrond. De spoor is dik en kegelvormig, naar beneden gebogen, en even lang als of iets langer dan het vruchtbeginsel.
De bloemen ruiken zwak naar vlierbloemen.
De bloeitijd is van april tot juli. De bloemen worden bestoven door insecten.

## Habitat
De vlierorchis is een soort die licht zure tot kalkrijke bodems prefereert, in volle zon of lichte schaduw, op vochtige tot matig droge plaatsen. Hij is te vinden in de bergen vanaf 500-2500 m, op kalkgraslanden, alpenweiden, bosranden en open naaldbossen.
De vlierorchis is daarmee vrij uitzonderlijk in het geslacht Dactylorhiza, waarvan de meeste soorten in moerassen en veengebieden of in bossen voorkomen.

## Voorkomen
De vlierorchis komt plaatselijk voor van Scandinavië over West- en Midden-Europa tot in de Pyreneeën, de Alpen en de Vooralpen. Verder in het Middellandse Zeegebied.

## Verwante en gelijkende soorten
De vlierorchis valt vrij snel op door zijn dimorfe bloemkleuren die steeds door elkaar voorkomen. Geen van zijn naaste verwanten van het geslacht Dactylorhiza bezit dat kenmerk. Ook de biotoop van de vlierorchis onderscheidt de soort van andere handekenskruiden.
Alleenstaande purperen planten zouden verward kunnen worden met de mannetjesorchis (Orchis mascula), maar die laatste heeft een blauwere kleur en mist de gekleurde schutblaadjes. Alleenstaande gele planten lijken dan weer op de bleke orchis (Orchis pallens), die echter slanker is en de rode puntjes op de lip mist, en op de stippelorchis (Orchis provincialis), die gevlekte bladeren heeft.

## Bedreiging en bescherming
De vlierorchis is in Frankrijk en Zweden beschermd.

## Bijzonderheden
Het polymorfisme in de bloemkleur is heel opvallend in alle natuurlijke populaties en blijkt ook heel stabiel. De gemiddelde frequentie van de gele kleur over alle populaties heen is 53% ± 2,6. Buiten de kleur van de bloemen (en de schutblaadjes) is er geen ander verschil te vinden tussen de twee vormen, en zelfs de geur is identiek.
Polymorfisme in bloemkleur komt bij verschillende orchideeën voor, en blijkbaar heeft deze eigenschap een evolutionair voordeel, maar de mechanismen die het in stand houden zijn tot op heden niet volledig verklaard.

## Naamgeving en etymologie
- basioniem: Orchis sambucina L. (1755)[1]
  - Dactylorchis sambucina (L.) Verm. (1947)
  - Dactylorhiza sambucina (L.) Soó (1962)

synoniemen
- Orchis schleicheri Sweet (1827)
- Orchis fasciculata Tineo (1844)
  - Dactylorhiza fasciculata (Tineo) H.Baumann & Künkele (1981)
- Orchis sambucina var. purpurea W.D.J.Koch (1845)
- Orchis sambucina var. purpurascens R.Hinterh. & J.Hinterh. (1851)
- Orchis salina Fronius (1857)
- Orchis lutea Dulac (1867)
- Orchis laurentina R.Bolòs ex Vayr. (1880)
  - Dactylorhiza sambucina var. laurentina (R.Bolòs ex Vayr.) Soó (1962)
- Orchis sambucina var. hungarica (Soó) A.Camus (1928)
  - Dactylorhiza sambucina var. hungarica (Soó) Soó (1962)
- Orchis guffroyi P.Fourn. (1931)
- Dactylorhiza cantabrica H.A.Pedersen (2006)
  - Dactylorhiza sambucina subsp. cantabrica (H.A.Pedersen) Kreutz (2007)

De soortaanduiding sambucina is ontleend aan de wetenschappelijke geslachtsnaam Sambucus voor de gewone vlier, en verwijst naar de geur van de bloemen.
D. alpestris · 
D. aristata · 
D. atlantica · 
D. baumanniana · 
D. cordigera · 
D. cyrnea · 
D. czerniakowskae · 
D. durandii · 
D. elata (Grote rietorchis) · 
D. euxina · 
D. foliosa · 
D. francis-drucei · 
D. fuchsii (Bosorchis) · 
D. graggeriana · 
D. hatagirea · 
D. iberica · 
D. incarnata (Vleeskleurige orchis) · 
D. insularis · 
D. isculana · 
D. kafiriana · 
D. kerryensis · 
D. kulikalonica · 
D. lapponica · 
D. maculata (Gevlekte orchis) · 
D. maculata subsp. elodes (Tengere heideorchis) · 
D. maculata subsp. ericetorum (Heideorchis) · 
D. maculata subsp. savogiensis · 
D. magna · 
D. majalis (Brede orchis) · 
D. osmanica · 
D. phoenissa · 
D. praetermissa (Rietorchis) · 
D. praetermissa var. junialis (Gevlekte rietorchis) · 
D. purpurella (Purperrode orchis) · 
D. romana · 
D. russowii · 
D. saccifera · 
D. salina · 
D. sambucina (Vlierorchis) · 
D. sibirica · 
D. sphagnicola (Veenorchis) · 
D. sudetica · 
D. traunsteineri (Smalle orchis) · 
D. traunsteinerioides · 
D. umbrosa · 
D. urvilleana · 
D. viridis (Groene nachtorchis)